# 테런스 블랜처드
테런스 블랜처드(영어: Terence Blanchard, 1962년 3월 13일 ~ )는 미국의 재즈 음악가, 작곡가, 트럼펫 연주자이다.
1980년부터 1982년까지 럿거스 대학교에서 재즈를 전공했으며 1982년부터 1990년까지 재즈 음악 그룹인 재즈 메신저스(Jazz Messengers)의 멤버로 활동했다. 1990년대부터 재즈 음반을 발표하는 한편 각종 영화에서 재즈 장르의 OST를 제작했다. 그래미상 재즈 부문을 5차례 수상했다.

## 음반
| 연도   | 제목                                         | 장르      | 레이블           |
| ------ | -------------------------------------------- | --------- | ---------------- |
| 1984년 | New York Second Line (as Harrison/Blanchard) | 재즈      | 콩코드 레코드    |
| 1986년 | Discernment (as Harrison/Blanchard)          | 재즈      | 콩코드 레코드    |
| 1986년 | Nascence (as Harrison/Blanchard)             | 재즈      | 컬럼비아 레코드  |
| 1987년 | Crystal Stair (as Harrison/Blanchard)        | 재즈      | 컬럼비아 레코드  |
| 1988년 | Black Pearl (as Harrison/Blanchard)          | 재즈      | 컬럼비아 레코드  |
| 1991년 | Terence Blanchard                            | 재즈      | 컬럼비아 레코드  |
| 1992년 | Simply Stated                                | 재즈      | 컬럼비아 레코드  |
| 1993년 | The Malcolm X Jazz Suite                     | 재즈      | 컬럼비아 레코드  |
| 1994년 | In My Solitude: The Billie Holiday Songbook  | 재즈      | 컬럼비아 레코드  |
| 1995년 | Romantic Defiance                            | 재즈      | 컬럼비아 레코드  |
| 1996년 | The Heart Speaks                             | 라틴 재즈 | 컬럼비아 레코드  |
| 1999년 | Jazz in Film                                 | 재즈      | 소니 클래시컬    |
| 2000년 | Wandering Moon                               | 재즈      | 소니 클래시컬    |
| 2001년 | Let's Get Lost                               | 재즈      | 소니 클래시컬    |
| 2003년 | Bounce                                       | 재즈      | 블루 노트 레코드 |
| 2005년 | Flow                                         | 재즈      | 블루 노트 레코드 |
| 2007년 | A Tale of God's Will (A Requiem for Katrina) | 재즈      | 블루 노트 레코드 |
| 2009년 | Choices                                      | 재즈      | 콩코드 레코드    |
| 2013년 | Magnetic                                     | 재즈      | 블루 노트 레코드 |
| 2015년 | Breathless                                   | 재즈      | 블루 노트 레코드 |

### 공동 작업 음반
아트 블래키(Art Blakey)와 공동 작업
- Oh-By the Way (타임리스 레코드, 1982년)
- New York Scene (콩코드, 1984년)
- Blue Night (타임리스 레코드, 1985년)

조앤 브래킨(Joanne Brackeen)과 공동 작업
- Fi-Fi Goes to Heaven (콩코드 재즈, 1987년)

시더 월튼(Cedar Walton)과 공동 작업
- As Long as There's Music (뮤즈, 1990년 [1993년])
- Roots (애스터 플레이스, 1997년)